# عبد الحميد حاجيات
عبد الحميد بن محمد حاجيات، باحث تاريخي متخصص في تاريخ المغرب الاسلامي، من مواليد مدينة تلمسان يوم الأحد 17 جمادى الأولى 1348هـ، الموافق 20 أكتوبر من سنة 1929م، في أسرة متواضعة ومحافظة من أصل أندلسي، وكان أكبر إخوته الخمسة. توفي يوم الإثنين 9 محرم 1443هـ، الموافق 16 أوت 2021م.

## نشأته
تعلم مبادئ القراءة والكتابة وحفظ القرآن الكريم في الكتاب، وموازاة لذلك التحق بالمدرسة الفرنسية في تلمسان سنة 1935 وأتم تعليمه بها.
في سنة 1945، التحق بمدرسة دار الحديث، وتتلمذ على يدي الشيخ الإمام محمد البشير الإبراهيمي.
وفي سنة 1950 تحصل على شهادة البكالوريا بوهران، وانتقل إلى فرنسا ليزاول دراسته هناك، فحصل شهادة الليسانس في الآداب العربية من كلية الآداب في ليون سنة 1954م، ودبلوم الدراسات العليا من جامعة بوردو سنة 1959، ثم شهادة التبريز في الآداب العربية من جامعة السوربون سنة 1960.
أثناء دراسته بفرنسا انضم سنة 1956 إلى اتحاد الطلبة المسلمين الجزائرين، وكان له نشاط بارز في خدمة الثورة التحريرية الجزائرية، مما جعله عرضة لملاحقات السلطات الفرنسية، ففر إلى المغرب.
وبعد الاستقلال واصل دراساته العليا، حيث نال سنة 1974 دكتوراه الحلقة الثالثة من جامعة اكس – أن – بروفانس بفرنسا، ثم دكتوراه الدولة في التاريخ الوسيط الإسلامي من نفس الجامعة وذلك سنة 1991م. 

## وظائفه وأعماله
- عمل قبل الاستقلال مدرسا بثانوية مولاي ادريس في الدار البيضاء بالمغرب، ثم في ثانوية أخرى في الرباط. أما بعد الاستقلال فقد عينه الرئيس أحمد بن بلة عضوا في الهيئة الاستشارية برئاسة الجمهورية، لكنه لم يلبث أن استقال مفضلا العمل في المجال العلمي.

- عمل في الفترة الممتدة من 1966 إلى 1975 أستاذا مساعدا بمعهد التاريخ بجامعة الجزائر، ثم أستاذا مكلفا بالدروس من 1975 إلى 1992، وأستاذا محاضرا من 1992 إلى 2001، ثم حصل على لقب الأستاذية سنة 2001.

- في سنة 1986 انتقل إلى تلمسان، أين عين مديرا للمعهد الوطني للتعليم العالي للثقافة الشعبية بتلمسان من 1986 إلى 1989، وانتخب رئيسا للمجلس العلمي لكلية الآداب والعلوم الإنسانية سابقا بجامعة تلمسان من 1999-2003.

أحيل على التقاعد سنة 2015، بعد أن بلغ 86 سنة من العمر.
إلى جانب عمله الجامعي، عمل عضوا في الهيئة الإدارية لجمعية المؤرخين الجزائريين وكان رئيسا لعدة مشاريع بحث جامعية في التاريخ الإسلامي الوسيط، كما ترأس عدة هيئات ولجان علمية داخل جامعة تلمسان وفي الجامعات الجزائرية الأخرى، فقد كان مدير مجلة “القرطاس للدراسات الفكرية والحضارية” التابعة لمخبر الدراسات الفكرية والحضارية بجامعة تلمسان منذ 2001 ، وعضو في اللجنة العلمية لمجلة “المؤرخ” لسان حال اتحاد المؤرخين الجزائريين، وعضو كذلك في مجلة “الدراسات التاريخية” التي تصدرها جامعة الجزائر.
حصل على شهادات تقديرية من عدة جامعات جزائرية وأجنبية لمساهماته في إنجاح الندوات والملتقيات و المشاركة فيها، كما كرم مرات عديدة من قبل بعض الوزارات كوزارة الشؤون الدينية الأوقاف، ووزارة الثقافة، وكذامن قبل بعض رؤساء الجامعات تقديرا لخدماته العلمية الجليلة.

## مؤلفاته[3]
1. أبو حمو موسى الزياني حياته وآثاره
2. عبد الله بن المقفع حياته وآثاره [4]
3. الشيخ أبو مدين شعيب الإشبيلي حياته وآثاره
4. عبد المؤمن بن علي
5. الجزائر في التاريخ، ج3 العهد الإسلامي
6. دراسات حول التاريخ السياسي والحضاري لتلمسان والمغرب الإسلامي
7. تاريخ الجزائر في العصر الوسيط (بالاشتراك)
8. (Le Maghreb central sous le règne du sultan ziyanide Abou Hammou moussa II(760-791H/1359-1389

### تحقيقاته
1. بغية الرواد في ذكر الملوك من بني عبد الواد، لأبي زكريا يحيى ابن خلدون
2. الجواهر الحسان في نظم أولياء تلمسان
3. سلوان المطاع في عدوان الأتباع، لأبي عبد الله محمد بن الظفر الصقلي
4. أخبار المهدي بن تومرت، لأبي بكر الصنهاجي
5. أنس الوحيد ونزهة المريد، للشيخ العلامة المتصوف أبي مدين شعيب
6. زهر البستان، لمؤلف مجهول
7. تاريخ دولة الأدارسة، من كتاب: نظم الدر والعقيان، لأبي عبد الله التنسي
8. دولة بني عبد الواد، من كتاب: ترجمان العبر وديوان المبتدأ والخبر، لعبد الرحمن بن خلدون
9. كما ترجم من اللغة الفرنسية كتاب “ابن تومرت” للدكتور رشيد بورويبة

### مقالات أكاديمية
- بن داود نصر الدين (15 يناير 2012). "الأستاذ عبد الحميد حاجيات ومنهجه في التحقيق والتأريخ". مجلة عصور الجديدة. ج. 2 ع. 4: 301–314. مؤرشف من الأصل في 2024-10-15.
- بلعربي خالد (1 يونيو 2016). "الأستاذ الدكتور عبد الحميد حاجيات و مساهماته في كتابة تاريخ المغرب الأوسط في العصر الوسيط". المجلة الجزائرية للبحوث والدراسات التاريخية المتوسطية. ج. 2 ع. 1: 54–66. مؤرشف من الأصل في 2024-10-06.

- حميد آيت حبوش (2017). "أضواء على الإنتاج العلمي للباحث عبد الحميد حاجيات". الحوار المتوسطي. ج. 8 ع. 1: 111–121. مؤرشف من الأصل في 2024-09-09.
- حنيفي هلايلي (2017). "عبد الحميد حاجيات رائد تحقيق تراث الغرب الإسلامي". الحوار المتوسطي. ج. 8 ع. 1: 14–17. مؤرشف من الأصل في 2022-08-09.
- محمد الزين (2017). "عبد الحميد حاجيات والتأريخ لشخصيات المغرب الأوسط الزياني أبو حمو موسى الثاني نموذجا". الحوار المتوسطي. ج. 8 ع. 1: 78–90.
- أمحمد بوشريط (4 سبتمبر 2016). "إسهامات عبد الحميد حاجيات في تحقيق التراث الإسلامي كتاب "أخبار المهدي بن تومرت" أنموذجا". الحوار المتوسطي. ج. 8 ع. 1: 19–61.
- لعوج لصر الدين (2017). "إسهام "عبد الحميد حاجيات" في التأريخ لسيرة الأمير عبد القادر (1808-1883م)". المجلة الجزائرية للبحوث والدراسات التاريخية المتوسطية. ج. 5 ع. 2: 117–134. مؤرشف من الأصل في 2024-12-10.
- فطيمة مطهري (2017). "إسهام عبد الحميد حاجيات في تحقيق التراث المخطوط "سلوان المطاع في عدوان الأتباع أنموذجا"". الحوار المتوسطي. ج. 8 ع. 1: 91–110.
- الصادق دهاش (2017). "جهود عبد الحميد حاجيات في إبراز الإشعاع الفكري والثقافي لتلمسان عاصمة الزيانيين بين القرن( 7-9هـ)". الحوار المتوسطي. ج. 8 ع. 1: 62–77. مؤرشف من الأصل في 2020-09-25.
- بلغيث محمد الأمين (24 يوليو 2022). "المؤرخ عبد الحميد حاجيات 1929/2021م لمسات في حياتي ومساري الأكاديمي". مجلة الدراسات التاريخية. ج. 24 ع. 1: 72–108. مؤرشف من الأصل في 2024-09-09.